# Windows Mobile
Windows Mobile byl operační systém firmy Microsoft, založený na Windows CE. Byl určen pro mobilní zařízení (PDA, smartphony a zařízení portable media center). Používal vzhled odvozený od klasických Microsoft Windows a malou podmnožinu jejich Win32 API, avšak obsahoval zcela jiné hybridní jádro. Nástupcem systému Windows Mobile je systém Windows Phone.

## Základní vlastnosti Windows Mobile
Windows Mobile má ve většině verzí tyto rysy:
- Obrazovka Dnes ukazuje datum, informace o vlastníkovi, nadcházející události, e-mailové zprávy a úkoly. Uživatelé mohou upravit, které informace se mají na obrazovce zobrazovat. Na obrazovce se nachází rovněž stavové ikony Bluetooth, Wi-Fi atd. Programy nainstalované v zařízení mohou přidat na obrazovku další položky. Obrázek na pozadí lze změnit přímo v zařízení nebo lze změnit celé téma.
- Horní pruh ukazuje čas, hlasitost a stav připojení. Hlavní součástí horního pruhu je tlačítko Start, které je podobné tomu z desktopové verze Windows. Start menu zahrnuje seznam nedávno spuštěných programů, devět upravitelných položek menu a odkazy na seznam programů, nastavení, vyhledávání a nápovědu.
- Microsoft Office Mobile je sada mobilních verzí aplikací Microsoft Office zahrnutých ve Windows Mobile. Zahrnuje Word Mobile, Excel Mobile a PowerPoint Mobile (od verze Windows Mobile 5.0). Mobilní verze mají mnoho rysů desktopových verzí, ale některé funkce byly značně redukovány.
- Outlook Mobile zahrnuje úkoly, kalendář, kontakty a poštu, které lze synchronizovat s aplikací Outlook nebo s přímo s Exchange Serverem.
- Windows Media Player pro Windows Mobile podporuje formáty .WMA, .WMV, .MP3 a .AVI.
- Klient pro PPTP VPN.

## Verze

### Pocket PC 2000
Windows Mobile byl založen na Windows CE jádru a poprvé se objevil jako Pocket PC 2000 operační systém. Byl dodáván s rozsáhlou sadou základních aplikací vyvinutých pomocí Microsoft Windows API, a je navržen tak, aby vlastnosti a vzhled byly poněkud podobné desktopové verze Windows.

### Windows Mobile 2002
Pocket PC 2002, původně pod kódovým označením "Merlin", byl vydán v říjnu 2001. Stejně jako Pocket PC 2000, byl poháněn Windows CE 3.0. Ačkoli je zaměřen především pro rozlišení 240 × 320, Pocket PC zařízení a Pocket PC 2002 byl také použit pro mobilní telefony Pocket PC, a poprvé, Smartphone. Pocket PC 2002 Smartphones byly hlavně na GSM zařízení. Esteticky byl Pocket PC 2002 měl být podobný v designu k tehdejší nově vydané Windows XP. Nově přidané nebo aktualizované programy patří Program Windows Media Player 8 se streaming schopností, MSN Messenger a Microsoft Reader 2, a správa digitálních práv podpory. Aktualizaci na přibalené verzi sady Office Mobile patří kontrola pravopisu a počítání slov, nástroj v Pocket Word a zlepšení Pocket Outlook.

### Windows Mobile 2003
Třetí verze s názvem Windows Mobile 2003 byla uvolněna 23. června 2003. Dělila se na čtyři edice: „Windows Mobile 2003 for Pocket PC Premium Edition“, „Windows Mobile 2003 for Pocket PC Professional Edition“, „Windows Mobile 2003 for Smartphone“ a „Windows Mobile 2003 for Pocket PC Phone Edition“.
Windows Mobile 2003 for Pocket PC Phone Edition je verze pro Pocket PC s telefonním modulem (například HTC Himalaya, distribuováno v mnoha zemích jako Qtek, XDA, MDA nebo VPA).
Windows Mobile 2003 for Smartphone je určeno pro zařízení s telefonním modulem, bez dotykového displeje.
Windows Mobile 2003 je založeno na Windows CE 4.20.

### Windows Mobile 2003 SE
Verze Windows Mobile 2003 Second Edition, známá také jako Windows Mobile 2003 SE, byla uvolněna 24. března 2004 a jako první byla použita na Dell Axim x30. Zahrnuje například tato vylepšení:
- Možnost přepnutí rozložení displeje našířku a zpět navýšku (pouze pro Pocket PC).
- Pocket Internet Explorer (jinak znám jako PIE) obsahoval možnost pro rozložení stránky do jednoho sloupce, nebylo už nutné rolovat vodorovně.
- Podpora pro rozlišení displeje VGA (640×480). Dřívější verze podporovaly pouze QVGA (320×240). Dále zde byla podpora čtvercového rozlišení (240×240 a 480×480), zejména pro výrobce, kteří chtěli přidat na zařízení hardwarovou klávesnici.
- Podpora Wi-Fi Protected Access.

### Windows Mobile 5.0
Windows Mobile 5.0, dříve známý pod kódovým označením Magneto, byl představen 9. května, 2005 na Mobile and Embedded Developers Conference 2005 (MEDC) v Las Vegas. Systém pohání Windows CE 5.0 a používá .NET Compact Framework 1.0 SP2. První zařízení s Windows Mobile 5.0 byl Dell Axim x51.
Nové vlastnosti:
- Nová verze Office s názvem "Office Mobile".
  - Nová aplikace PowerPoint Mobile (prohlížeč formátu PPT).
  - Podpora grafů v aplikaci Excel Mobile.
  - Podpora vložení tabulek, seznamů a obrázků v aplikaci Word Mobile.
- Změna práce s pamětí: Data se ukládají do FlashROM, RAM je určena pouze pro běh aplikací.
- Windows Media Player 10 Mobile.
- Zobrazení fotografie v kontaktu a její synchronizace.
- Vylepšený správce fotografií a videí.
- Centrální správa GPS pro navigační programy.
- Podpora USB 2.0.
- Podpora technologií Direct3D, DirectDraw a DirectShow pro vývojáře.

### Windows Mobile 6
Windows Mobile 6, známý dříve pod kódovým označením Crossbow, je nejnovější verze tohoto mobilního operačního systému, která byla představena 12. února 2007 na 3GSM World Congress 2007. Existují celkem tři verze systému: Windows Mobile 6 Standard pro smartphony, Windows Mobile 6 Professional pro PDA s integrovaným telefonem (Pocket PC Phone Edition) a Windows Mobile 6 Classic pro PDA bez telefonního modulu.
Windows Mobile 6 je úzce propojen s Windows Live and Exchange 2007. Windows Mobile 6 Standard poprvé nabídl Orange SPV E650, zatímco Windows Mobile 6 Professional se nejdříve stal součástí O2 Xda Terra.
Přehled nových vlastností Windows Mobile 6:
- Podpora rozlišení 800×480 (WVGA).
- Schopnost upravovat dokumenty Office na smartphonech.
- Schopnost automatických aktualizací systému.
- Zlepšení přístupu přes vzdálenou plochu.
- Podpora VoIP.
- Integrace Windows Live.
- Šifrování dat na výměnné paměťové kartě.
- Smartfilter pro rychlejší vyhledávání.
- Podpora prohlížení HTML e-mailů v Outlook Mobile.
- Schopnost hledat v Exchange Server Address Book.
- Podpora AJAX, JavaScript a XML DOM v Windows Internet Explorer Mobile.

### Windows Mobile 6.1
Windows Mobile 6.1 byly představeny 1. dubna 2008. Jsou určena pro zařízení, která jsou vybavena dotykovým displejem (typicky smartphone). Její hlavní předností by mělo být upravené rozhraní, které usnadní celkové ovládání mobilu.

### Windows Mobile 6.5
6. října 2009 Microsoft představil Windows Mobile 6.5, nový název Windows phone pro mobilní telefony s Windows Mobile. Nové služby jsou My Phone a obchod s aplikacemi Marketplace. Systém přináší upravený vzhled, který je lépe přizpůsobený pro ovládání prsty. Microsoft na 15. června 2011 naplánoval konec služeb MyPhone a Marketplace. Od 6. října 2011 již nebude možné si stáhnout zálohovaná data, data budou přemístěna na SkyDrive.[zdroj?]

### Windows Mobile 6.5.1
Windows Mobile 6.5.1 byl neoficiálně portován na několik zařízení Windows Phone.

### Windows Mobile 6.5.3
Windows Mobile 6.5.3 znovu přináší více přátelské rozhraní pro prsty a také novou sadu Office Mobile 2010.

### Windows Mobile 6.5.5
Poslední build Windows Mobile a také verze 6, která se na mobilních telefonech držela asi 3 a půl roku přináší už jen nepatrné změny.